# مرض نوما
مرض نوما (يشار إليه أيضاً باسم قارحة الفم، أو الغرغرينا الملتوية والمغزلية، أو التهاب الفم التقرحي الناخر، أو التهاب الفم الغرغريني)، هو مرض سريع التطور، ومتعدد الميكروب، ينتج عادةً من عدوى الغرغرينا في الفم أو الأعضاء التناسلية.

## الأسباب
يُعتقد أن البكتيريا الناخرة المغزلية وبريفوتيلا إنترميديا هم المسئولون الرئيسيون عن العملية بالتفاعل مع واحد أو أكثر من الكائنات البكتيرية الأخرى (مثل بوريليا الفيناسانية، وبورفيروموناس اللثوية، وتانيرلا فورثيزيا، ودينتيكولا اللولبية، والمكورات العنقودية الذهبية).
وغالباً ما تكون من مضاعفات إلتهاب اللثة التقرحي الحاد أو تالية لها، ويتسبب في ذلك بعض العوامل والتي تتضمن:

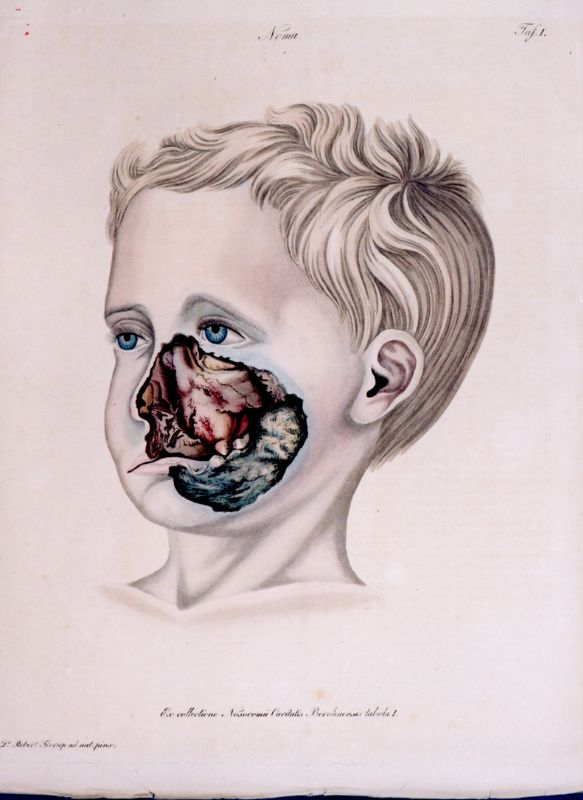
نوما (إسكتش من عام 1836)

- سوء التغذية (خاصةً فيتامينات أ وب) والجفاف.
- نقص النظافة الشخصية، خاصةًَ الفم.
- شرب المياه غير الصالحة للشرب.
- القرب من الماشية غير النظيفة.
- المرض مؤخراً.
- أمراض نقص المناعة، بما في ذلك الإيدز.
- الحصبة.

## المظهر
تطور الأغشية المخاطية للفم تقرحات، ويحدث تحلل سريع وغير مؤلم للأنسجة، ويمكن أن تتحلل خلايا عظام الوجه.
وهناك حالة مرضية أخرى تعرف اسم نوما الفَرْج، والتي يمكن أن تتسبب في تلف أنسجة الأعضاء التناسلية.

## التنبؤ بالحالة

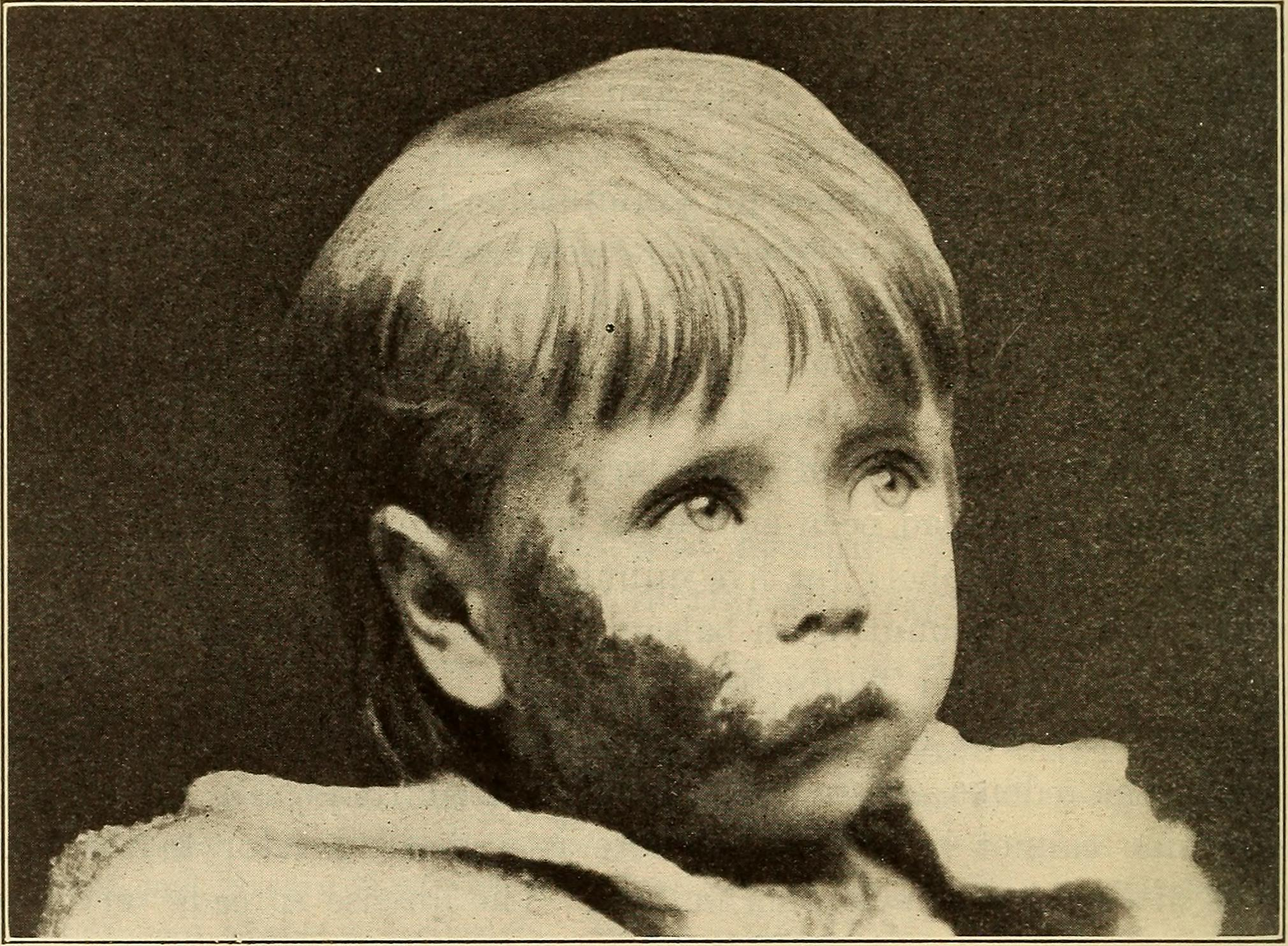
صورة لمريض نوما منذ عام 1914م

يرتبط هذا المرض بارتفاع معدلات الاعتلال والوفاة، كما أنه عادةً ما يصيب الأطفال تحت سن الثانية عشر في أفقر بلدان أفريقيا، ويتأثر به أيضاً بعض الأطفال في آسيا وأمريكا الجنوبية، وتتراوح أعمار معظم الأطفال المصابين بالمرض من سنتين وحتى ست سنوات، وتقدر مؤشرات منظمة الصحة العالمية أن المصابين بمرض نوما يصل عددهم إلى حوالي 500,000 شخص ويزداد العدد بمعدل 140,000 حالة سنوياً، وتصل نسبة الوفيات إلى حوالي 90 بالمئة.

## العلاج
ظهر مرض نوما لأول مرة في عهد الأطباء القدامي مثل أبقراط وجالينوس، وذلك في أوروبا والمملكة المتحدة بأكملها، قام الأطباء بتحسينات في مجال النظافة والتغذية مما أدى إلى اختفاء مرض نوما من البلدان الصناعية منذ القرن العشرين بإستثناء الفترة خلال الحرب العالمية الثانية عندما كان مستوطناً في معسكرات الاعتقال أوشفيتز وبلزن، تمت دراسة المرض وعلاجه بواسطة برتولد أبشتاين وهو طبيب تشيكي قام بالدراسة بتوجيهات من جوزيف منجل.
يمكن أن يتوقف تطور هذا المرض بواسطة استخدام المضادات الحيوية وتحسين التغذية، ومع ذلك فإن الآثار المرضية تعتبر دائمة ولذلك فهي تتطلب الجراحة التجميلية للفم والوجه والفكين لترميم وإصلاح آثار المرض، عادةً يكون هذا الترميم صعباً للغاية لذلك يفضل تأجيله حتى الشفاء التام (غالباً بعد سنة من بدء العلاج).

## المبادرات الدولية
تتم مساعدة الأطفال الأفارقة الناجين من مرض نوما من قٍبَل عدد قليل من المنظمات الخيرية الدولية، مثل (مواجهة أفريقيا) وهي مؤسسة خيرية مسجلة رسمياً بالمملكة المتحدة لمساعدة المرضى الأثيوبيين، وكذلك الجمعية الخيرية السويسرية رياح الامل.
يوجد مستشفى متخصص واحد لعلاج مرض نوما في نيجيريا، وهي مستشفي صكتو لنوما الأطفال، ويعمل بها أطباء زائرين ومقيمين. في بلدان أخرى مثل إثيوبيا، تعمل الجمعيات الخيرية الدولية بالتعاون مع نظام الرعاية الصحية المحلي لتوفير الجراحة الترميمية المعقدة التي يمكن أن تعيد وظائف الوجه مثل الأكل، والكلام، والابتسام.
غالباً ما يحتاج فريق الأطباء بعض المتطوعين القادمين من الخارج لدعم القدرات المحلية لمعالجة معظم الحالات الشديدة، والتي يمكن أن تكون صعبة للغاية حتى بالنسبة إلى كبار جراحين الوجه والفكين.
وتم عرض بعض من عمل هؤلاء الجراحين المتطوعين في فيلم وثائقي على قناة بي بي سي والذي قدمه بن فوجل في 10 يونيو عام 2010م (اجعل لي وجهاً جديداً، الأمل لأطفال أفريقيا المختفيين)، وتم الإبلاغ عن حالة من نيبال حيث تلقت فتاة تبلغ من العمر 19 عاماً علاجاً جراحياً مجانياً بكلية طب شيتوان، بهاراتبور، بواسطة فريق من الجراحين تحت قيادة الدكتور سوشيل سوبيدي، رئيس قسم جراحة الوجه والفكين.

## وصلات خارجية
- Tonna، J. E.؛ Lewin، M. R.؛ Mensh، B. (2010). Franco-Paredes، Carlos (المحرر). "A Case and Review of Noma". PLoS Neglected Tropical Diseases. ج. 4 ع. 12: e869. DOI:10.1371/journal.pntd.0000869. PMC:3006140. PMID:21200428.{{استشهاد بدورية محكمة}}:  صيانة الاستشهاد: دوي مجاني غير معلم (link)
- The Surgical Treatment of noma by Kurt Boss and Klaas Marck. ISBN 978-90-71736-31-5
- Facing Africa
- Gegen Noma e.V. (بالألمانية)